# Andira inermis
Andira inermis là một loài thực vật có hoa trong họ Đậu. Loài này được (Wright) DC. miêu tả khoa học đầu tiên.